# Оч
Оч (устар.: Очь, Очь-Ю, Рочь) — река в России, течет по территории городского округа Ухта и Корткеросского района Республики Коми. Устье реки находится в 99 км по левому берегу реки Нившера. Длина реки составляет 65 км.

## Притоки
- Прокоческаёль (пр)
- Нижняя Кальсыёль (пр)
- 29 км: Верхняя Кальсыёль (пр)
- 31 км: река без названия (пр)
- 40 км: Расъю (лв)
- 49 км: Отчем (лв)

## Данные водного реестра
По данным государственного водного реестра России относится к Двинско-Печорскому бассейновому округу, водохозяйственный участок реки — Вычегда от истока до города Сыктывкар, речной подбассейн реки — Вычегда. Речной бассейн реки — Северная Двина.
Код объекта в государственном водном реестре — 03020200112103000016842.